# معلومات علمية من مهمة متجول استكشاف المريخ

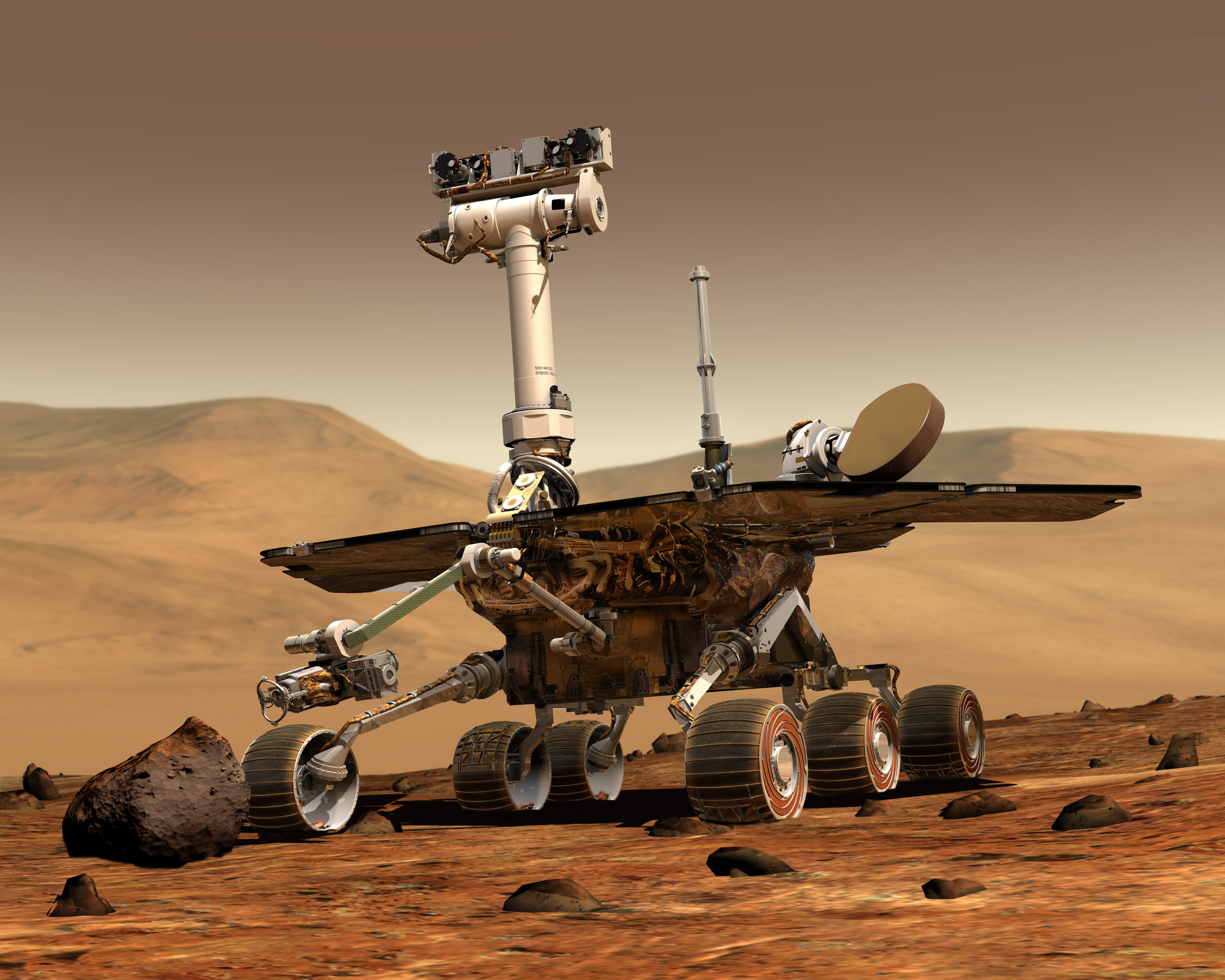

جمعت مهمة ناسا متجول استكشاف المريخ في عام 2003 كمًا كبيرًا من المعلومات العلمية التي تخص جيولوجيا المريخ وغلافه الجوي، بالإضافة إلى توفير بعض الأرصاد الفلكية من المريخ. تغطي هذه المقالة المعلومات التي جمعها المتجول أبورتيونيتي أثناء المرحلة الأولى من مهمته. يمكن الحصول على أغلب المعلومات العلمية التي جمعها سبيريت في مقال الروفر سبيريت.
بدأت المهمة غير المأهولة لاستكشاف المريخ في عام 2003، وأُرسل فيها  روفرين آليين هما سبيريت وأبورتيونيتي لاستكشاف سطح المريخ وجيولوجيته. قاد المهمة  مدير المشروع من مختبر الدفع النفاث التابع لناسا بيتر ثيسينجر بالإضافة إلى الباحث الرئيس ستيفن سكويرز أستاذ علم الفلك في جامعة كورنيل.
الهدف الرئيس من بين الأهداف العلمية للمهمة هو البحث عن مجموعة واسعة من الصخور والترب وتوصيفها، ومن الممكن أن تحمل أدلة عن نشاط سابق للمياه على المريخ. وقد سُمّي كويكبين باسم الروفرين أبورتيونتي وسبيريت تقديرًا للكمية الكبيرة من المعلومات العلمية التي جمعاها، وهما 37452 سبيريت و39382 أبورتيونيتي.
أعلنت ناسا في 24 يناير عام 2014 أن الدراسات الحالية لكوكب المريخ التي يقوم بها الروفرين سبيريت و أبورتيونتي سيكون من شأنها البحث عن دليل لحياة قديمة متضمنةً المحيط الحيوي الذي يرتكز على المكروبات ذاتية التغذية وكيميائية التغذية أو ذاتية وكيميائية التغذية بالإضافة إلى المياه القديمة، ويتضمن ذلك بيئات فلوفيو لاكوسترين (السهول التي ترتبط بالبحيرات أو الأنهار القديمة) التي يمكن أن تكون صالحة للسكن. أصبح البحث عن دليل لصلاحية السكن وعلم التاريخ الحفري (الذي يرتبط بالمستحاثات) وعن الكربون العضوي على كوكب المريخ هدفًا أساسيًا لناسا.

## فرضية وجود الماء
أعلنت ناسا في 2 مارس عام 2004 أنّ «المتجول أبورتيونيتي قد هبط في منطقةٍ على المريخ كانت متشبعة سابقًا بالمياه السائلة». وقد صرّح المدير المساعد إد ويلر للصحفيين أنّ هذه المنطقة «كان من الممكن أن تشكل بيئة صالحة للسكن» على الرغم من عدم العثور على آثار للحياة.
وقد جاء هذا التصريح ضمن مؤتمر صحفي، حيث عدد علماء المهمة عددًا من الأرصاد التي تدعم بقوة وجهة النظر هذه:
- توزع الكريات

الفرضية: الكريات كتل متحجرة تكونت في الماء الذي لعب دور المذيب.
الفرضية المنافسة: الكريات هي قطرات صخرية منصهرة مُقساة، ناتجة عن البراكين أو اصطدامات النيازك.
البيانات الداعمة: موقع الكريات في مصفوفة الصخور عشوائي ومنتشر باعتدال.

اقتباس من ستيفن سكويرز: إنّ الكريات الصغيرة تشبه العنب البري في الفطيرة إذ إنها مغروسة في الصخر وتنبثق من عملية تجويته. ثمة عدة آراء، إما أن  تكون حصى بركانية أو بردًا بركانيًا صغيرًا، أو قطرات من الزجاج البركاني أو ناتجة عن التصادم. لقد بحثنا في هذه الأمور بعناية شديدة. إنها على الأغلب كتل متحجرة. وإن كانت كذلك، فهي تشير إلى الماء. 
قاد تحليل بيانات المتجول أبورتيونيتي البيئية والكيميائية والمعدنية إلى إقصاء الفرضيات المنافسة، وتأكيد الاستنتاج القائل بأنّ الكريات كتل حجرية مترسبة تشكلت في مكانها من مصدر مائي.
- التجاويف الصخرية

الفرضية: تشكّلت الصخور في الماء، عبر الترسيب مثلًا.
الفرضية المنافسة: تشكلت الصخور بواسطة ترسبات الرماد.
البيانات الداعمة: الفراغات الموجودة في الصخور الأساسية تشبه «التجاويف الصخرية» التي تتركها بلورات متآكلة على شكل قرص، ومن المحتمل أن تكون مُذابة في بيئة مائية.

اقتباس من ستيفن سكويرز: الجزء الثاني من الدليل، هو عند النظر إلى البلورات عن قرب، فهي محقونة في شقوق مستوية (مسطحة). وهي ذات أشكال مألوفة. عندما تنمو البلورات داخل الصخور، فإنها تشير إلى ترسبها بفعل الماء. وعندما تكون مستوية أثناء نموها نحصل على بلورات مستوية وتغيّرات كيميائية مائية، فإما أن تختفي أو تجف.
- الكبريتات والجاروسيت

الفرضية: كوّن الماء مواد كيميائية ملحية مكشوفة (تمكن ملاحظتها) في الصخور.
الفرضية المنافسة: تُحدد كيمياء الصخور عبر العمليات البركانية.
البيانات الداعمة: عُثر على أملاح الكبريتات ومعدن الجاروسيت في الصخور. وهي تتشكل على سطح الأرض في المياه الراكدة (ربما أثناء التبخر).

اقتباس من ستيفن سكويرز: «يأتي الجزء التالي من الدليل من مطياف جزيئات ألفا العامل بالأشعة إكس (إيه بّي إكس إس). لقد وجدنا شيئًا يشبه الكبريت. وقد كان هذا على الصخر من الخارج. أحضرنا معنا أداةً للطحن، أداة خدش الصخور (آر إيه تي) وأزلنا 2-4 ميليمتر ووجدنا المزيد من الكبريت. هناك الكثير لشرحه غير أنّ هذه الصخرة مليئة بأملاح الكبريتات. يعَد هذا علامة مؤشرة للماء السائل. وجد مطياف الانبعاث الحراري المصغّر (ميني تي إي إس) دليلًا على أملاح الكبريتات. إنّ الأكثر جاذبية من هذا كله، أنّ مطياف موسباور أظهر دليلًا حاسمًا على وجود الجاروسيت في المساحة المخدوشة (المُزالة)، وهو هيدرات كبريتات الحديد الأساسية (الحديد ذو التكافؤ 3). من النادر أن يوجد على الأرض، ويُتوقع أنه قد يوجد على سطح المريخ في يوم ما. إنه معدن بحاجة للماء لكي يتشكل».
أعلنت ناسا في 23 مارس عام 2004 أنها لا تعتقد بهبوط المتجول أبورتيونيتي في موقع «متشبع بالماء» بل إنّ موقع هبوطها كان في يوم ما منطقة ساحلية. وقد قال الدكتور ستيفن سكويرز من جامعة كورنيل: «نعتقد أن أبورتيونيتي هبط في مكان كان في يوم من الأيام خطًا ساحليًا لبحر مالح على المريخ».
ارتكز هذا الإعلان على دليل وجود صخور رسوبية تتناغم مع تلك التي يشكلها الماء لا الرياح. قال الدكتور جون جروتسينجر من معهد إم آي تي: «تشير الأنماط الطباقية في بعض الصخور ذات الطبقات الرقيقة إلى أن الحبيبات بحجم الرمل المترسبة ترابطت في النهاية مشكّلة تموجات بفعل الماء على عمق خمسة سنتمترات (إنشين) على الأقل، وربما أعمق، وتدفق بسرعة 10 إلى 50 سنتيمتر (4 إلى 20 إنش) في الثانية.  من المحتمل أنّ موقع الهبوط كان مسطحًا ملحيًا على حافة مسطح كبير من الماء والذي كان مغطى بالمياه الضحلة.
تتضمن الدلائل الأخرى إيجاد الكلور والبروم في الصخور، ما يشير إلى أنّ هذه الصخور كانت على أقل تقدير مغمورة بالمياه الغنية بالمعادن بعد أن تشكلت، ومن المحتمل أن هذه المياه من مصادر جوفية. يعزز التأكيد المتزايد لإيجاد البروم حالة ترسب الجزيئات الصخرية من المياه السطحية عندما ارتفعت تراكيز الملح أثناء الإشباع بينما كان الماء يتبخر.
نُشر الدليل على وجود الماء في سلسلة من الأوراق العلمية مع ظهور النتائج الأولية في دورية ساينس، وبعد ذلك مناقشة مفصلة لجيولوجيا علم الرواسب لموقع الهبوط الذي طُرح في عدد خاص من مجلة دراسات العلوم الكوكبية والأرض.